# Hồ Phương (nhà văn)
Hồ Phương (15 tháng 4 năm 1930 – 2 tháng 1 năm 2024) là một thiếu tướng của Quân đội nhân dân Việt Nam và là một nhà văn nổi tiếng, ông đã được Nhà nước Việt Nam trao tặng Giải thưởng Hồ Chí Minh về Văn học - Nghệ thuật vào năm 2012.

## Tiểu sử
Thiếu tướng, nhà văn Hồ Phương tên thật là Nguyễn Thế Xương, sinh ngày 15 tháng 4 năm 1930 tại Hà Đông, Hà Nội. (có tài liệu ghi 1930, tại Tây Hồ (quận), Hà Nội)
Hồ Phương là nhà văn trưởng thành từ "Chiến sĩ Quyết tử" của Thủ Đô sáu mươi ngày đêm khói lửa bảo vệ từng tấc đất thiêng liêng của cha ông, gìm chân quân xâm lược cho cả nước bước vào cuộc trường kỳ kháng chiến. Trực tiếp tham gia nhiều chiến dịch lớn suốt những năm chống Pháp trong đội hình của Đại đoàn quân chủ lực đầu tiên của Quân đội là Đại đoàn 308, sau này là Sư đoàn Quân Tiên phong Anh hùng, từ người lính lên Chính trị viên đại đội.
Hồ Phương bắt đầu viết những truyện ngắn đầu tay về bộ đội từ khi mới 17 tuổi. Năm 1949 ông phụ trách một trong những tờ báo đầu tiên của Quân đội là báo Quân Tiên phong của Đại đoàn 308.
Từ năm 1955 ông về Tổng cục Chính trị, là thành viên tham gia thành lập tạp chí Văn nghệ Quân đội năm 1957. Nhà văn Hồ Phương từng giữ chức Phó tổng biên tập tạp chí Văn nghệ Quân đội. Năm 1990 ông được phong quân hàm Thiếu tướng. Ông từng là chủ nhiệm hội văn nghệ sĩ Xứ Đoài.
Ông đã được Nhà nước tặng thưởng Huân chương Độc lập hạng Ba; Huân chương Quân công hạng Nhì; Huân chương Chiến công hạng Ba; Huân chương Chiến thắng hạng Ba; Huân chương Kháng chiến chống Mỹ, cứu nước hạng Nhất; Huân chương Chiến sĩ vẻ vang hạng Nhất, Nhì, Ba; Huy chương Quân kỳ Quyết thắng; Giải thưởng Hồ Chí Minh về văn học, nghệ thuật năm 2012; Giải thưởng Nhà nước về văn học, nghệ thuật năm 2001; Huy hiệu 75 năm tuổi Đảng.
Ông qua đời ngày 2 tháng 1 năm 2024 tại Hà Nội.

## Tác phẩm chính
- Thư nhà (Truyện ngắn, 1948)
- Vệ Út (Truyện, 1955)
- Vài mẩu chuyện về Điện Biên Phủ (Truyện, 1956)
- Lá cờ chuẩn đỏ thắm (Truyện, 1957)
- Cỏ non (Truyện ngắn, 1960)
- Trên biển lớn (Truyện ngắn, 1964)
- Nhằm thẳng quân thù mà bắn (Truyện, 1965)
- Chúng tôi ở Cồn Cỏ (Ký sự, 1966)
- Kan Lịch (Tiểu thuyết, 1967)
- Khi có một mặt trời (Truyện, 1972)
- Những tầm cao (Tiểu thuyết, 2 tập, 1975)
- Phía tây mặt trận (Truyện ngắn, ký 1978)
- Biển gọi (Tiểu thuyết, 1980)
- Cầm Sa (Truyện ngắn, 1980)
- Bình minh (Tiểu thuyết, 1981)
- Mặt trời ấm sáng (Tiểu thuyết, 1985)
- Số phận lữ dù 3 Sài Gòn (Ký, 1971)
- Anh là ai (Tiểu thuyết, 1992)
- Cỏ non (Tuyển truyện ngắn, 1989)
- Dưới lá cờ vẻ vang của Đảng (Ghi chép, 1964)
- Đại đoàn đồng bằng (Ký sự in chung 1989)
- Ông trùm (Truyện ngắn, 1992)
- Cánh đồng phía Tây (Tiểu thuyết, 1994)
- Chân trời xa (Tiểu thuyết, 1985)
- Huế trở lại mùa xuân (Truyện ngắn)
- Núi rừng yên tĩnh (Truyện, ký in chung, 1981)
- Yêu tinh (Tiểu thuyết 2001)
- Ngàn dâu (Tiểu thuyết 2002)
- Những cánh rừng lá đỏ (Tiểu thuyết 2005)
- Cha và con (Tiểu thuyết 2007)

## Vinh danh
- Giải thưởng Nhà nước về Văn học - Nghệ thuật năm 2000
- Giải thưởng Hồ Chí Minh về Văn học - Nghệ thuật năm 2012

### Khen thưởng
- Huân chương Độc lập hạng Ba
- Huân chương Quân công hạng Nhì
- Huân chương Chiến công hạng Ba
- Huân chương Chiến thắng hạng Ba
- Huân chương Kháng chiến chống Mỹ, cứu nước hạng Nhất
- Huân chương Chiến sĩ vẻ vang hạng Nhất, Nhì, Ba
- Huy chương Quân kỳ Quyết thắng
- Huy hiệu 75 năm tuổi Đảng

### Giải thưởng văn học
- Giải thưởng truyện ngắn báo Văn nghệ 1958 cho tác phẩm Cỏ non.
- Giải thưởng văn học Thủ đô 1983 cho tác phẩm Những tầm cao.
- Giải thưởng Hội Nhà văn Việt Nam – Bộ công an với tác phẩm Yêu tinh (2001).
- Giải thưởng UBTQ Liên hiệp các hội VHNT Việt Nam với tác phẩm Ngàn dâu (2003).